# Phòng dữ liệu ảo
Một phòng dữ liệu ảo (tiếng Anh: virtual data room VDR) là một kho lưu trữ dữ liệu trực tuyến được sử dụng để bảo quản và phân phối các tài liệu. 
Nó thường là là một extranet, nơi mà các doanh nghiệp làm việc chung với một công ty, hay nói chung một thể nhân sở hữu phòng này, được phép tiếp cận thông qua internet. Một extranet trên cơ bản là một trang web chuyên dụng nơi truy cập được giới hạn và được kiểm soát, sử dụng một đăng nhập (log-on) an toàn, được cung cấp bởi các doanh nghiệp chuyên môn. Các dữ liệu đăng tải được bảo mật và mộtACL hay một phương pháp quản lý bản quyền kỹ thuật số (digital rights management DRM) có thể được dùng để cấp các quyền khác nhau cho nhiều người dùng, hoặc các nhóm người như đọc, tải lên, viết, tải xuống, hoặc xóa các tập tin... Vì lý do chi phí, hiệu quả và an ninh, phòng dữ liệu ảo đã rộng rãi thay thế phòng dữ liệu vật lý truyền thống.